# كيارامونتي جولفي
كيارامونتي جولفي (بالإيطالية: Chiaramonte Gulfi)‏ هي بلدية في مقاطعة راغوزا في صقلية الإيطالية.

## السكان
في سنة 1861 بلغ عدد السكان 7٬986 نسمة، وتطور العدد ليصل في سنة 2011 لـ 8٬224 نسمة.
يظهر هذا المخطط البياني تطور النمو السكاني لـ كيارامونتي جولفي